# Російські поети-футуристи

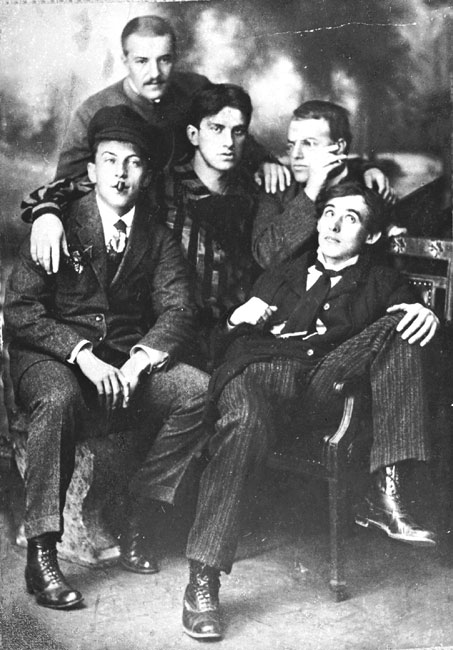
Фотографія, надрукована в «Ляпасі суспільному смаку». Справа наліво: A. Кручених, Д. Бурлюк, B. Маяковський, М. Бурлюк, Б. Лівшиць

Російські поети-футуристи — поети російського авангарду, що писали російською мовою, чия творчість повністю або на певному етапі була пов'язана з футуризмом. Поети цього напряму проголошували повалення форм і умовностей мистецтва заради його сполучення з прогресом XX століття. Основною поетичною концепцією футуризму було передання відчуттів на кшталт «потоку свідомості», акценти звукової та графічної складових на противагу сенсу — активно використовували ономатопею та алітерації; поети часто зверталися до малюнків, колажів, комбінацій із друкарських і мальованих шрифтів, математичних знаків.
Вирішальним фактором у віднесенні того чи іншого автора до футуристів була поетика його (її) творів, проте в деяких випадках необхідно брати до уваги й фактори творчої біографії: участь у футуристичних видавничих проєктах та акціях, підписи під футуристичними маніфестами; так, у віршах Бенедикта Лівшиця, одного з найважливіших учасників футуристичних альманахів 1910-х, елементи футуристичної поетики проявляються далеко не завжди, у той час, як в Андрія Бєлого чи Сергія Городецького, що ніколи не примикали до футуризму, такі елементи поетики цілком можна вгледіти. Деякі з поетів писали у русі футуризму вельми короткий час, пізніше змінивши його на інші поетичні напрямки, або прославившись у прозі та критиці (наприклад, Шкловський і Якобсон).
До списку не включаються послідовники футуризму, які розвивали його відкриття в пізній час, починаючи з кінця 1920-х (конструктивісти, ОБЕРІУ) і аж до теперішнього часу. Список складено на основі антології «Поезія російського футуризму» (2001, укладачі В. Альфонсов і С. Красицький).

## Угрупування
«Бескровное убийство» — літературно-мистецька група, що склалася 1914 року навколо Михайла Ле Дантю та Ольги Лєшкової та видавала в 1915—1916 роках рукописний гектографічний журнал «Бескровное убийство». Діяльність групи, що мала анархічно-карнавальний характер, передбачила абсурдистську лінію майбутніх оберіутів.
«41°» — об'єднання, засноване в Тбілісі на початку 1918 року (хоча офіційно про нього було оголошено тільки два роки по тому) поетами Олексієм Кручоних, Іллею Зданевичем, братом останнього, художником Кирилом Зданевичем і театральним діячем Ігорем Терентьєвим.
Кубофутуризм («Гилея») — течія в російському мистецтві 1910-х років, що охопила головним чином літературу і живопис. Термін пов'язаний з тим, що поети-футуристи виступали в тісному контакті з художниками-кубістами. Кубофутуристи-художники активно співпрацювали з поетами-футуристами з групи «Гилея».
«Мезонин поэзии» — група, створена 1913 року московськими егофутуристами під керівництвом Вадима Шершеневича. Об'єднання з'явилося як літературна противага «Гилея» з метою перевершити її успіх. «Мезонин» зазнавав сильного впливу італійського футуризму, шанувальником якого був Шершеневич.
«Творчество» — далекосхідна група, що склалася завдяки впливу поетів Асєєва і Третьякова; група була об'єднана навколо однойменного журналу, що став їхнім «центральним органом».
«Центрифуга» і «Лирень» — «Центрифуга» склалася в січні 1914 року з лівого крила поетів, які раніше асоціювалися з видавництвом «Лирика». Основною інновацією об'єднання був акцент у творах на інтонаційно-ритмічні та синтаксичні структури більшою мірою, ніж на самі слова. Егофутуризм («Академія Егопоезії», «Інтуїтивна школа», «Інтуїтивна Асоціація Его-футуризм (група „Петербурзького Глашатая“)» — напрямок, що склався навколо Ігоря Сєверяніна. Крім загального футуристичного письма для егофутуризму характерне культивування рафінованості відчуттів, використання нових іншомовних слів, показне себелюбство.

## Перелік авторів
| Зображення. | Повне ім'я                                                 | Опис                                                                                                 | Угрупування                 | Примітки |
|             | Аксьонов Іван Олександрович (1884—1935)                    | поет, перекладач, літературний критик і літературознавець                                            | Центрифуга і Лирень         |          |
|             | Алимов Сергій Якович (1892—1948)                           | поет, перекладач, редактор                                                                           | Творчество                  |          |
|             | Асєєв Микола Миколайович (1889—1963)                       | поет, перекладач, сценарист, володар Сталінської премії в 1941 році.                                 | Центрифуга і Лирень         |          |
|             | Баян Вадим (1880—1966)                                     | поет, драматург, художник                                                                            |                             |          |
|             | Бобров Сергій Павлович (1889—1971)                         | поет, критик, перекладач, математик                                                                  | Центрифуга і Лирень         |          |
|             | Божидар (1894—1914)                                        | поет                                                                                                 | Центрифуга і Лирень         |          |
|             | Большаков Костянтин Аристархович (1892—1938)               | поет                                                                                                 | Мезонин поэзии              |          |
|             | Бурлюк Давид Давидович (1882—1967 )                        | поет, художник, ілюстратор, публіцист                                                                | Кубофутуризм                |          |
|             | Бурлюк Микола Давидович (1890—1920)                        | поет, теоретик мистецтва                                                                             | Кубофутуризм                |          |
|             | Вечорка Тетяна (Толстая) (1892—1965)                       | поетеса, перекладач                                                                                  |                             |          |
|             | Гнєдов Василь Іванович (1890—1978)                         | поет                                                                                                 | Егофутуризм                 |          |
|             | Гольцшмідт Володимир Робертович (1891—1957)                | поет                                                                                                 |                             |          |
|             | Грааль-Арельський (1888—1937)                              | поет                                                                                                 | Егофутуризм                 |          |
|             | Гуро Олена Генріховна (1877—1913)                          | поетеса, художниця                                                                                   | Кубофутуризм                |          |
|             | Зак Лев Васильович (Хрисанф, М. Россіянський) (1892]—1980) | поет, художник, графік, сценарист, скульптор                                                         | Мезонин поэзии              |          |
|             | Зданевич Ілля Михайлович (Ільязд) (1894—1975)              | поет, драматург, історик, лектор, теоретик                                                           | Бескровное убийство, 41°    |          |
|             | Золотухін Георгій Іванович (1886—1942)                     | поет, меценат                                                                                        |                             |          |
|             | Іванов Георгій Володимирович (1894—1958)                   | поет, прозаїк, перекладач                                                                            | Егофутуризм                 |          |
|             | Рюрік Івнєв (1891—1981)                                    | поет, прозаїк, перекладач                                                                            | Мезонин поэзии              |          |
|             | Ігнатьєв Іван Васильович (1892—1914)                       | поет, критик, теоретик, видавець                                                                     | Егофутуризм                 |          |
|             | Каменський Василь Васильович (1884—1961)                   | поет, драматург, льотчик, ілюстратор, художник                                                       | Кубофутуризм                |          |
|             | Катанян Василь Абгарович (1902—1980)                       | поет, літературознавець                                                                              |                             |          |
|             | Кірсанов Семен Ісакович (1906—1972)                        | поет, журналіст, перекладач                                                                          |                             |          |
|             | Кокорін Павло Михайлович (1884—1938)                       | поет                                                                                                 | Егофутуризм                 |          |
|             | Кручоних Олексій Єлисейович (1886—1968)                    | поет, художник, прозаїк, критик, журналіст                                                           | Кубофутуризм, 41°           |          |
|             | Крючков Дмитро Олександрович (1887—1938)                   | поет, критик                                                                                         | Егофутуризм                 |          |
|             | Кушнер Борис Онисимович (1888—1937)                        | поет                                                                                                 | Центрифуга і Лирень         |          |
|             | Лавреньов Борис Андрійович (1891—1959)                     | поет, володар Сталінської премії в 1946 і 1950-х роках                                               | Мезонин поэзии              |          |
|             | Лівшиць Бенедикт Костянтинович (1886—1939)                 | поет, перекладач                                                                                     | Кубофутуризм                |          |
|             | Марр Юрій Миколайович (1893—1935)                          | поет, перекладач                                                                                     |                             |          |
|             | Март Венедикт (1896—1937)                                  | поет, перекладач                                                                                     | Творчество                  |          |
|             | Мартинов Леонід Миколайович (1905—1980)                    | поет, журналіс, перекладач поезії, володар Державної премії СРСР у 1974 році                         | «Червонная тройка»          |          |
|             | Маяковський Володимир Володимирович (1893—1930)            | поет, публіцист, драматург, громадський діяч, художник,                                              | Кубофутуризм                |          |
|             | Незнамов Петро Васильович (1889—1941)                      | поет, літературний критик                                                                            | Творчество                  |          |
|             | Нізен Катерина Генріхівна (1874—1972)                      | поетеса                                                                                              |                             |          |
|             | Олімпов Костянтин Костянтинович (1889—1940)                | поет                                                                                                 | Егофутуризм                 |          |
|             | Оредеж Іван (Лукаш) (1892—1940)                            | поет, прозаїк, журналіст                                                                             | Егофутуризм                 |          |
|             | Пастернак Борис Леонідович (1890—1960)                     | поет, прозаїк, перекладач                                                                            | Центрифуга і Лирень         |          |
|             | Пєтніков Григорій Миколайович (1894—1971)                  | поет, перекладач                                                                                     | Центрифуга і Лирень         |          |
|             | Петровський Дмитро Васильович (1892—1955)                  | поет, художник                                                                                       |                             |          |
|             | Платов Федір Федорович (1895—1967)                         | поет, художник                                                                                       | Центрифуга і Лирень         |          |
|             | Прусак Володимир Володимирович (1895—1918)                 | поет, видавець                                                                                       |                             |          |
|             | Розанова Ольга Володимирівна (1886—1918)                   | поетеса, ілюстраторка, художниця, колажистка                                                         | Кубофутуризм                |          |
|             | Рубін Неол (1891—1978)                                     | поетеса                                                                                              |                             |          |
|             | Ігор Сєверянін (1887—1941)                                 | поет                                                                                                 | Егофутуризм                 |          |
|             | Сіллов Володимир Олександрович (1901—1930)                 | поет, критик, редактор, педагог                                                                      | Творчество                  |          |
|             | Спаський Сергій Дмитрович (1898—1956)                      | поет, критик, редактор, прозаїк, драматург                                                           |                             |          |
|             | Станевич Віра Оскарівна (1890—1967)                        | поет, перекладач                                                                                     |                             |          |
|             | Терентьєв Ігор Герасимович (1892—1937)                     | поет, художник, театральний режисер                                                                  | 41°                         |          |
|             | Третьяков Сергій Михайлович (1892—1939)                    | поет, публіцист, драматург, сценарист, редактор                                                      | Мезонин поэзии              |          |
|             | Туфанов Олександр Васильович (1892—1937)                   | поет, перекладач, теоретик літератури                                                                |                             |          |
|             | Філонов Павло Миколайович (1888—1941)                      | поет, ілюстратор, сценограф, графік, художник,                                                       |                             |          |
|             | Фіолетов Анатолій (1897—1918)                              | поет                                                                                                 |                             |          |
|             | Хабіас Ніна Петрівна (1892—1943)                           | поетеса                                                                                              |                             |          |
|             | Велемир Хлєбников (1885—1922)                              | поет                                                                                                 | Кубофутуризм                |          |
|             | Чернявський Микола Андрійович (1892—1942)                  | поет, перекладач                                                                                     | 41°                         |          |
|             | Чичерін Олексій Миколайович (1894—1960)                    | поет                                                                                                 |                             |          |
|             | Чужак Микола Федорович (Насимович) (1876—1937)             | поет, журналіст, публіцист, редактор, літературний критик                                            | Творчество                  |          |
|             | Чурілін Тихон Васильевич (1885—1946)                       | поет, прозаїк, перекладач                                                                            |                             |          |
|             | Шенгелі Георгій Аркадійович (1894—1956)                    | поет, літературний критик, перекладач, віршознавець                                                  |                             |          |
|             | Шершеневич Вадим Габрієлевич (1893—1942)                   | поет                                                                                                 | Егофутуризм, Мезонин поэзии |          |
|             | Широков Павло Дмитрович (1893—1963)                        | поет                                                                                                 | Егофутуризм                 |          |
|             | Шкловський Віктор Борисович (1893—1984)                    | кінокритик, сценарист, поет, історик літератури, кінознавець, мовознавець, літературознавець, критик | Кубофутуризм                |          |
|             | Якобсон Роман Осипович (1896—1982)                         | поет, мовознавець, літературознавець, педагог, історик, критик,                                      | Кубофутуризм                |          |